# Jaylyn Agnew
Jaylyn Agnew (ur. 21 lipca 1997) – amerykańska koszykarka występująca na pozycji skrzydłowej.

## Osiągnięcia
Stan na 15 czerwca 2023, na podstawie, o ile nie zaznaczono inaczej.

### NCAA
- Uczestniczka rozgrywek:
  - II rundy turnieju NCAA (2017)
  - turnieju NCAA (2017, 2018)
- Mistrzyni sezonu regularnego konferencji Big East (2017)
- Najlepsza:
  - koszykarka Big East (2020)
  - pierwszoroczna koszykarka Big East (2017)
- Zaliczona do:
  - I składu:
    - Big East (2020)
    - turnieju Big East (2019)
    - pierwszorocznych zawodniczek Big East (2017)

  - II składu Big East (2018)